# سلفامات الأمونيوم
سلفامات الأمونيوم، ملح يتكون من النشادر وحمض السلفاميك، وهو مادة صلبة بلورية بيضاء قابلة للذوبان في الماء بسهولة. تستخدم بصورة واسعة مبيداً للأعشاب واسع الطيف، وتستخدم أيضا مسرّعا للتحلل العضوي في إنتاج السماد ومثبطاً للّهب، وفي العمليات الصناعية.

## التصنيع والتوزيع
تباع سلفامات الأمونيوم بالأسماء التجارية التالية، وهي في الأساس أسماء منتجات مبيدات الأعشاب: أميسيد (بالإنجليزية: Amicide)‏، وأميدوسولفات (بالإنجليزية: Amidosulfate)‏ـ وأمّات (بالإنجليزية: Ammate)‏، وأمسيد (بالإنجليزية: Amcide)‏، وأمّات إكس إن إي و(بالإنجليزية: Ammate X-NI)‏، و AMS، وفيوران 206ك (بالإنجليزية: Fyran 206K)‏، وإيكورين (بالإنجليزية: Ikurin)‏، وروت أوت (بالإنجليزية: Root-Out)‏.

## الاستخدامات

### مبيدات الأعشاب
تعتبر سلفامات الأمونيوم مفيدة بصورة خاصة في مكافحة الحشائش الخشبية الصلبة، وجذوع الأشجار، والعوسج.
قبل عدة سنوات، نشرت جمعية أبحاث هنري دوبليداي (HDRA) (المعروفة باسم غاردن أورغانيك (بالإنجليزية: Garden Organic)‏ مقالًا عن سلفامات الأمونيوم بعد مجموعة ناجحة من تجارب مبيدات الأعشاب، وعلى الرغم من عدم موافقة مزارعي المنتجات العضوية على استخدامها، فإنها تقدّم خياراً في حال فشل البدائل.
تمكن هذه المادة منالسيطرة على مشكلة الحشائش أو النباتات التالية: العشبة العقدية اليابانية (باللاتينية: Reynoutria japonica)‏، والكنباث، و رجل العنزة البستانية (باللاتينية: Aegopodium podagraria)‏، والردندرة البنطسية (باللاتينية: Rhododendron ponticum)‏، وبعض أنواع العشقة(باللاتينية: Hedra)‏، والشيخة (باللاتينية: Senecio)‏، والفطر العسلي (باللاتينية: Armillaria)‏، وجذوع الأشجار المقطوعة، والعروق الخشبية الأكثر صلابة.[بحاجة لمصدر]

### مسرّع التحلل العضوي
تستخدم سلفامات الأمونيوم مسرّعاً للتحلل العضوي من أجل التسميد في البيئات البستانية، وهو فعال بشكل خاص في تكسير الحشائش الخشنة والأكثر صلابة الموضوعة على كومة التسميد.

### مقاوم للهب
تخدم سلفامات الأمونيوم (مثل أملاح الأمونيوم الأخرى مثل فوسفات الأمونيوم ثنائي الهيدروجين وكبريتات الأمونيوم) مثبطات للّهب،وتتميز المنتجات القائمة على هذا الملح عن الأنواع الأخرى ذات الأساس الفلزّي/الملحي بكونها قابلة للمعالجة بالماء، كما تجعلها درجة حرارة تحللها المنخفضة نسبياً مناسبة لحماية المواد السليلوزية (الورق، الخشب) من الاشتعال. وتخلط سلفامات الأمونيوم (مثل فوسفات ثنائي هيدروجين الأمونيوم) أحيانًا مع كبريتات المغنيسيوم أو كبريتات الأمونيوم (بنسبة 2: 1 تقريبًا) لتحسين خصائص مثبط اللهب.

### استخدامات أخرى
تستخدم سلفامات الأمونيوم في الصناعة مثبطاً للّهب وملدّناً، وأيضاً الطلي الكهربائي، كما تستخدم أيضا كاشفأً في االمختبر.

## إجراءات الأمان
تعتبر سلفامات الأمونيوم سامة بشكل طفيف للإنسان والحيوانات الأخرى، مما يجعلها مناسبة للهواة في الحدائق المنزلية والاستخدامات المهنية والغابات، وتعد عموماً آمنة في للاستخدام في قطع الأرض التي تزرع فيها الفاكهة والخضروات المعدة للاستهلاك.
في الولايات المتحدة حددت إدارة السلامة والصحة المهنية حد التعرض المسموح به بـ 15ميليغرام للمتر المكعب، خلال متوسط زمني مدته ثماني ساعات، بينما يوصي المعهد الوطني للسلامة والصحة المهنية بالتعرضات التي لا تزيد عن 10 ميليغرام/متر مكعب على مدى ثماني ساعات مرجحة زمنياً. وتعد حدود التعرض المهني هذه أرقاماً وقائية، لكون تركيز الخطورة الفورية على الحياة والصحة (IDLH) محدد عند 1500ميليغرام/متر مكعب.
كما تعتبر هذه المادة صديقة للبيئة بسبب تحللها إلى مخلفات غير ضارة.

### حظر في الاتحاد الأوروبي
أدت مراجعة مبيدات الآفات من قبل الاتحاد الأوروبي إلى التراجع عن ترخيص مبيدات الأعشاب التي تحتوي على سلفامات الأمونيوم، وبالتالي حظرت فعلياً ابتداء من من عام 2008.
من جانب آخر لا يؤثر منع استخدامه مبيداً للأعشاب على استخدامه مسرّعا للتحلل العضوي.